# La tartine de beurre
La tartine de beurre (en francés, La rebanada de pan con mantequilla) en do mayor, K. Anh. 284n C 27.09, es una pieza para piano en tempo de vals atribuida a Wolfgang Amadeus Mozart. 
La parte de la mano derecha puede interpretarse con un solo dedo. 
Se trata de una obra apócrifa, publicada por las ediciones Litolff en Braunschweig, y ha sido también atribuida a Leopold Mozart, padre de Wolfgang.